# العلاقات التوغوية السورية
العلاقات التوغولية السورية هي العلاقات الثنائية التي تجمع بين توغو وسوريا.

## مقارنة بين البلدين
هذه مقارنة عامة ومرجعية للدولتين:
| وجه المقارنة                                              | توغو            | سوريا                    |
| --------------------------------------------------------- | --------------- | ------------------------ |
| المساحة (كم2)                                             | 56.78 ألف       | 185.18 ألف               |
| عدد السكان (نسمة)                                         | 7.80 مليون      | 18.27 مليون              |
| الكثافة السكانية (ن./كم²)                                 | 137.37          | 98.66                    |
| العاصمة                                                   | لومي            | دمشق                     |
| اللغة الرسمية                                             | اللغة الفرنسية  | اللغة العربية            |
| العملة                                                    | فرنك غرب أفريقي | ليرة سورية               |
| الناتج المحلي الإجمالي (بليون دولار)                      | 4.81 مليار      | 60.20 مليار              |
| الناتج المحلي الإجمالي (تعادل القوة الشرائية) بليون دولار | 10.67 مليار     |                          |
| الناتج المحلي الإجمالي الاسمي للفرد دولار أمريكي          | 559             |                          |
| الناتج المحلي الإجمالي للفرد دولار أمريكي                 | 1.43 ألف        |                          |
| مؤشر التنمية البشرية                                      | 0.484           | 0.594                    |
| رمز المكالمات الدولي                                      | +228            | +963                     |
| رمز الإنترنت                                              | .tg             | .sy                      |
| المنطقة الزمنية                                           | 00              | ت ع م+02:00، ت ع م+03:00 |

## منظمات دولية مشتركة
يشترك البلدان في عضوية مجموعة من المنظمات الدولية، منها:
| علم المنظمة | اسم المنظمة                               | تاريخ انضمام توغو | تاريخ انضمام سوريا |
| ----------- | ----------------------------------------- | ----------------- | ------------------ |
|             | مؤسسة التنمية الدولية                     | 21 أغسطس 1962     | 28 يونيو 1962      |
|             | يونسكو                                    | 17 نوفمبر 1960    | 16 نوفمبر 1946     |
|             | وكالة ضمان الاستثمار متعدد الأطراف        | 15 أبريل 1988     | 14 مايو 2002       |
|             | الأمم المتحدة                             | 20 سبتمبر 1960    | 24 أكتوبر 1945     |
|             | الاتحاد البريدي العالمي                   | ?                 | ?                  |
|             | البنك الدولي للإنشاء والتعمير             | 1 أغسطس 1962      | 10 أبريل 1947      |
|             | منظمة التعاون الإسلامي                    | ?                 | 1972               |
|             | منظمة حظر الأسلحة الكيميائية              | ?                 | ?                  |
|             | الاتحاد الدولي للاتصالات                  | 14 سبتمبر 1961    | 12 يناير 1924      |
|             | مؤسسة التمويل الدولية                     | 4 سبتمبر 1962     | 28 يونيو 1962      |
|             | المركز الدولي لتسوية المنازعات الاستشارية | 10 سبتمبر 1967    | 24 فبراير 2006     |
|             | منظمة الشرطة الجنائية الدولية             | ?                 | ?                  |